# Vicente Casanova y Marzol
Vicente Casanova y Marzol  (Borja (Zaragoza)), 16 de abril de 1854-Zaragoza, 23 de octubre de 1930) fue un sacerdote español, obispo de Almería, arzobispo de Granada, cardenal de la Iglesia católica y senador.

## Biografía
Vicente nació el 16 de abril de 1854, en la localidad aragonesa de Borja. 
Según Natalio Rivas Santiago, a los dieciocho años de edad participó como voluntario en la tercera guerra carlista en el bando de Don Carlos y fue teniente de un escuadrón mandado por Fernando Galetti de Tébar. Terminada la contienda, se acogió a la amnistía y abrazó la carrera eclesiástica.
Obtuvo su formación en Filosofía y Teología en los seminarios de Zaragoza y Madrid. 
Fue ordenado presbítero en 1881 y al año obtuvo un puesto de profesor de Teología en la Universidad de Valencia.
Más tarde se dedicó a funciones pastorales en Maluenda y Alfaro en el obispado de Tarazona, antes de convertirse en párroco en Madrid. 

### Episcopado
En 1907 el papa Pío X lo nombró obispo de Almería y en 1921 arzobispo de Granada. En 1925 fue nombrado por el papa Pío XI cardenal presbítero de Santos Vital, Valeria, Gervasio y Protasio.

#### Fallecimiento
Falleció el 23 de octubre de 1930 en Zaragoza y fue enterrado en la catedral metropolitana de Granada.